# クリストフル
クリストフルはフランスの貴金属およびテーブルウェアの製造販売業者。1830年にシャルル・クリストフルによってパリに設立され、1842年にフランスの貴金属製造に初めて金銀の電気めっき技術を導入した。同社は2012年に大株主のひとりであるシャルーブグループによって買収された。

## 歴史

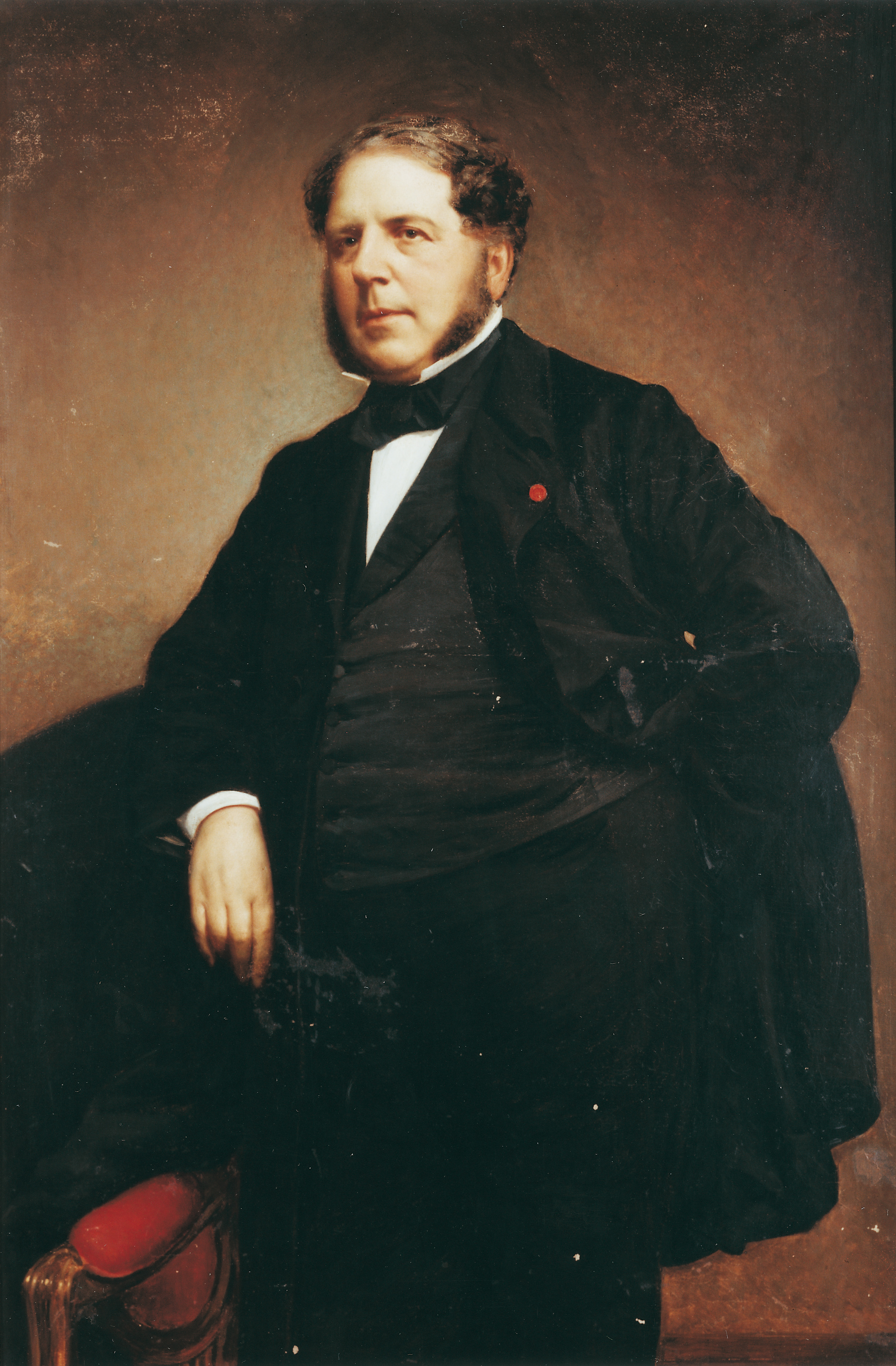
シャルル・クリストフル
(1805-1863)

クリストフルはシャルル・クリストフルによって1830年に設立された。宝石商の家に生まれたシャルルは、15歳のとき義理の兄弟で地元の宝石業者であったユーグ・カルメの見習いとなった。1830年に家業を継ぎ、1832年に自社のホールマーク (フランス) をパリの保証事務所に提出した。1842年に彼はイギリス人の2人の化学者、ヘンリーとエルキントンから金銀の電気めっきの特許を購入し、1844年から貴金属の自社生産を始めた。
クリストフルは1846年にルイ・フィリップからデュー城のためのテーブルウェアの注文を受け、1851年にはナポレオン3世から4,000個の注文を受けてその名を高からしめた。当時の主要なクリストフル製品の数々はパリ・コミューンで破壊されたテュイルリー宮殿から回収され、現在はパリ装飾美術館に収蔵されている。「王の金細工職人」、「皇帝の御用達」などの称号により、クリストフルの名は外国の主権者たちにも知られるようになり、当時の顧客にはメキシコ皇帝マクシミリアン、ロシア皇帝、ドイツ皇帝、オーストリア＝ハンガリー帝国、オスマン帝国アブデュルアズィズなどの主権者がいた · 。

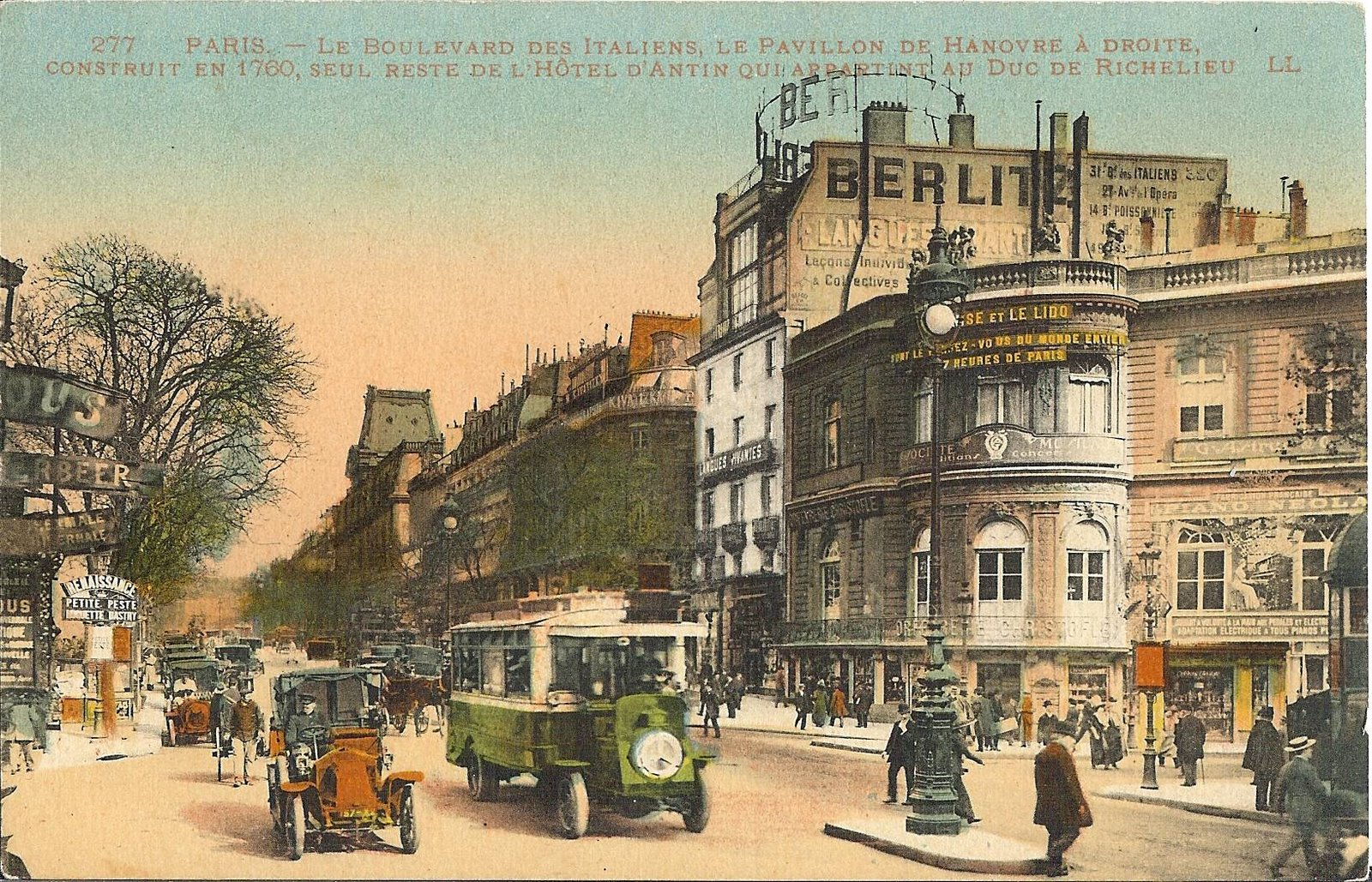
右寄りの楕円形の建物がクリストフルが出店していたアノヴル・パヴィヨン (イタリアン大通りの着色写真絵はがき、1910年)

シャルル・クリストフルの死後、息子のポール・クリストフル (1838-1907) と甥のアンリ・ブーレが家業を継ぎ、事業を発展させた。大規模な電気めっき、ホーロー加工、緑青仕上げ、経年加工などの新技術の導入に加えて、サン＝ドニとカールスルーエに工場を新設し、クリストフルは世紀の主要な貴金属メーカーとしての地位を確立した。そのコレクションはテーブルウェアにとどまらず、芸術作品、装飾的な彫像、スポーツ競技や農業コンテストのトロフィーや盾、記念碑の装飾などにも及び、ガルニエ宮の屋根の金めっきも請け負っている。

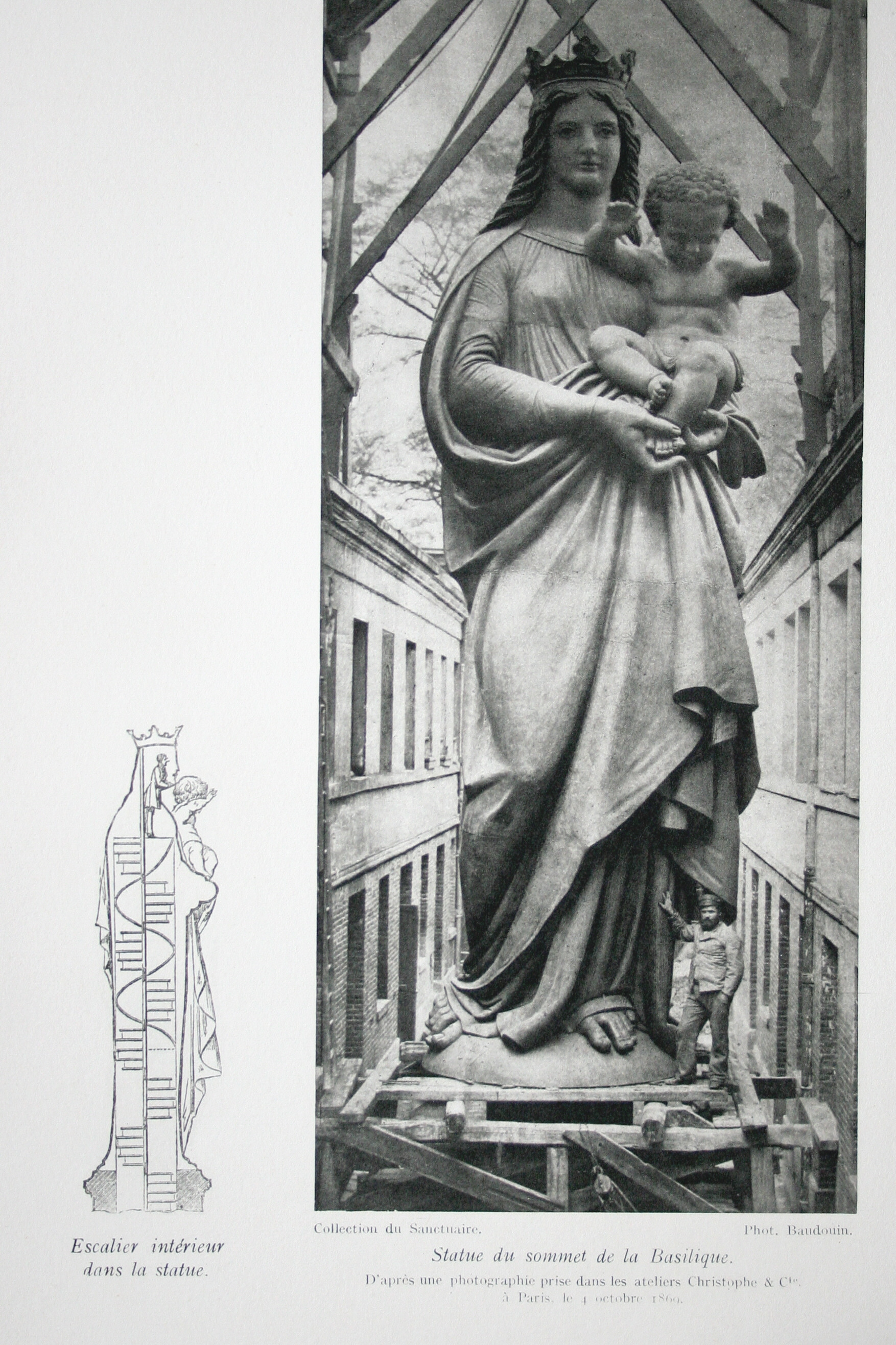
ウジェーヌ＝ルイ・ルケヌ製作のノートル＝ダム＝ド＝ラ＝ガルド大聖堂の屋上彫像。マルセイユに送られる前にクリストフル社で金めっきが施された。(1869年)

戦間期、クリストフルはジャポニスムの影響を受けたアール・ヌーヴォー、アール・デコ調の製品でコレクションの更新に努めた。1925年のパリ万国博覧会における現代装飾工芸国際展示会では、共同パヴィリオンにてバカラの新コレクションが展示された。 リュック・ラネルやクリスティアン・フェルディスタッドのデザインによるアール・デコ調モデルの大部分はシルバーまたはシルバーめっき製品で提供された。これはラネルの意向によるもので、ラネルは太平洋横断ジェネラル・カンパニーが保有する3隻の客船の装飾も手がけた。それは、アトランティーク、イル・ド・フランス、ノルマンディーである。

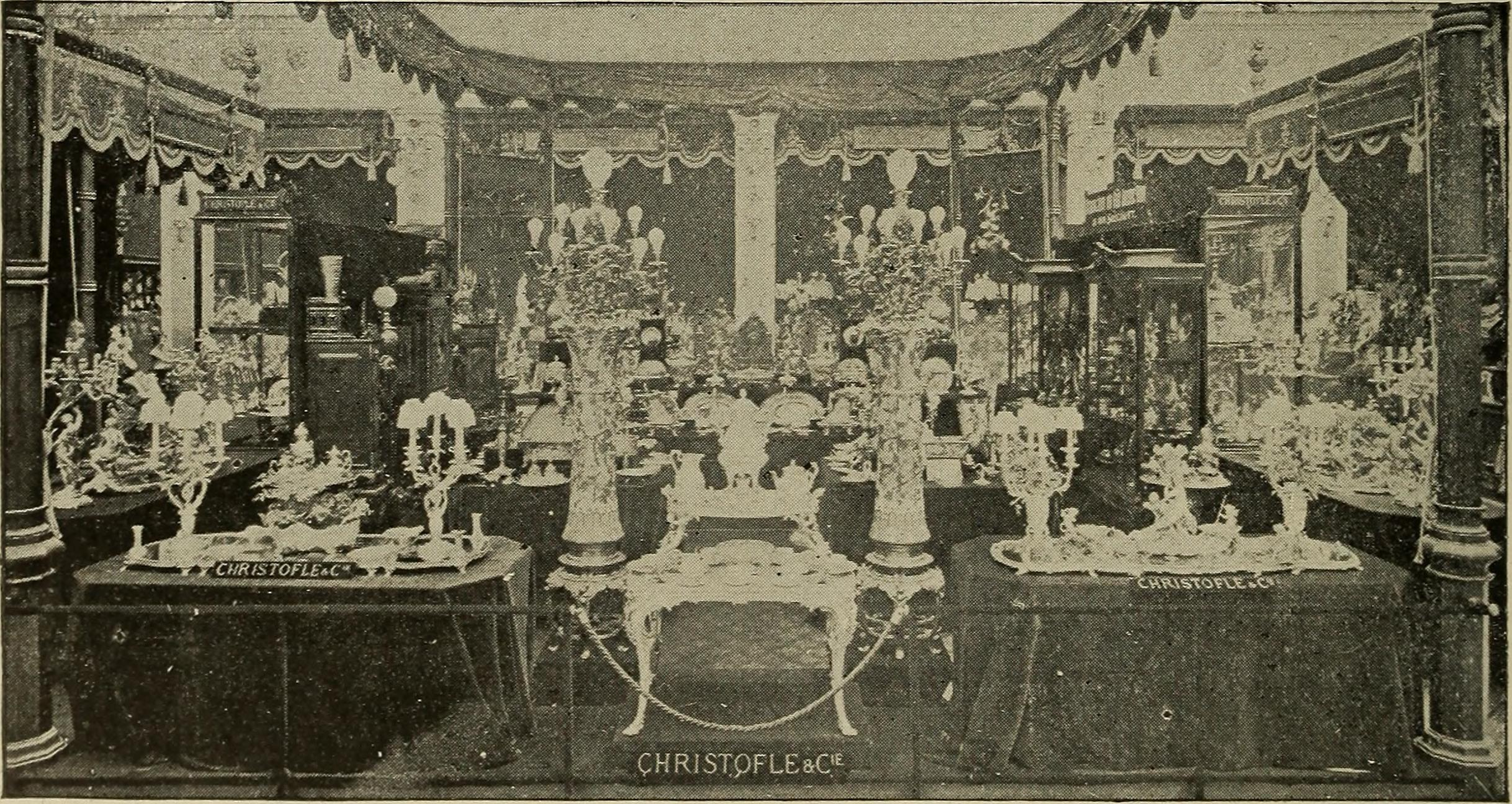
コロンビア博覧会 (1893年)

1世紀におよぶクリストフルの歴史は、台頭するブルジョワジーとの伴走の歴史である。時とともに食卓と美食のスタイルは移り変わり、クリストフルのティーセットはこれを証明する。 エッグスタンド、ワインカート、メロンフォークなどの新製品の装飾も同様である。クリストフルは鉄道会社や海運会社、オテル・リッツを含むホテルの装飾を手がけた。20世紀に入ってからも、客船の素晴らしいアール・デコ調のテーブルウェアはクリストフルに拠っており、1935年には客船「ノルマンディー」に4,000点の銀器が納入されている。1929年の世界恐慌後、クリストフルは第二次世界大戦後に再び成長を遂げた。

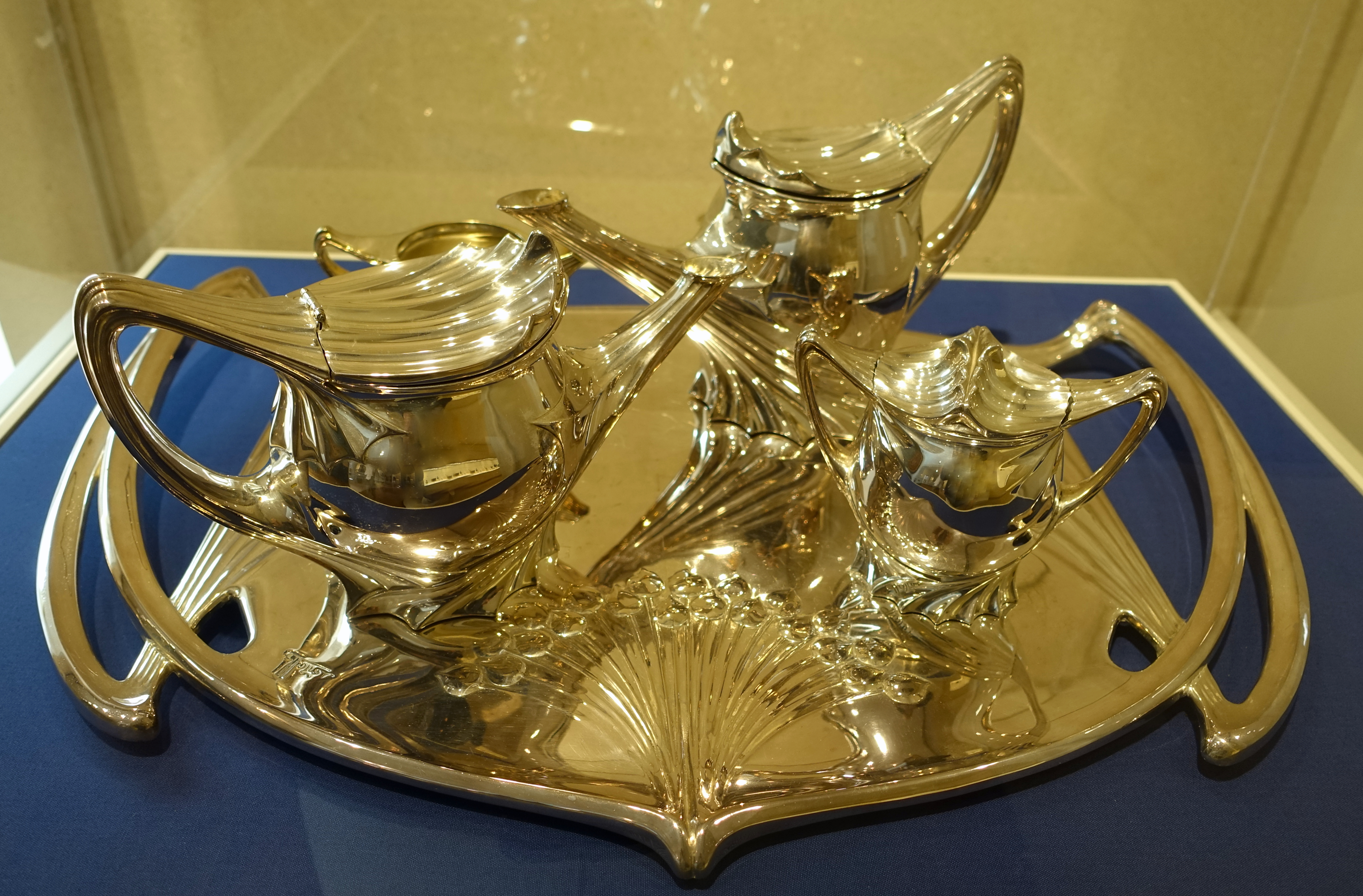
コーヒー&ティーセット
(ポール・フォロー作、1903-1904年)

クリストフルは1951年に銀細工職人のカルディヤックを雇い、クリストフルにカトラリーの新モデル「ルネサンス」が誕生した · 。この時期における銀細工職人の新規雇用は「フォルメ・ヌーヴェル」(1959年) および「クリストフル・コンテンポラン」(1989年) などのコレクションの発売によって特徴付けられている。これらのコレクションでは、若きリノ・サバティーニやジオ・ポンティ、タピオ・ヴィルカラなどがデザインした前衛的な作品を提供している ·  · 。20世紀末から21世紀の始まりにかけて、クリストフルは食器と装飾にふたたび焦点を当てた製品を発表した。それはスティール（カトラリーと装飾）、ガラス、磁器の製品である。
2005年以来、クリストフルはアデリーヌ・カシュー（Adeline Cacheux）、オラ＝イト、ペギー・ユン・キン、アンドレ・プットマン、アリク・レヴィなどのデザイナーのサポートを借りてジュエリーを提供した。 クリストフルは創業時の宝石商に戻り、アンドレ・プットマンのデザインによるジュエリー・コレクション「アイドル」を立ち上げた · 。一方、ペギー・ユン・キンは2007年に女性向けのソリッド・シルバー「シルバー・ストーリー」コレクションを発表し、2008年には「プレーヌ・リュヌ」コレクション、2009年には銀器のテーブルウェアとホームウェア「シルバー・ストーリー」を提供した。2012年の売上高は約36億ユーロであった。同年、クリストフルは1955年設立の中東のブランドディーラー、シャルーブに買収された。

## アーティストとクリエイター

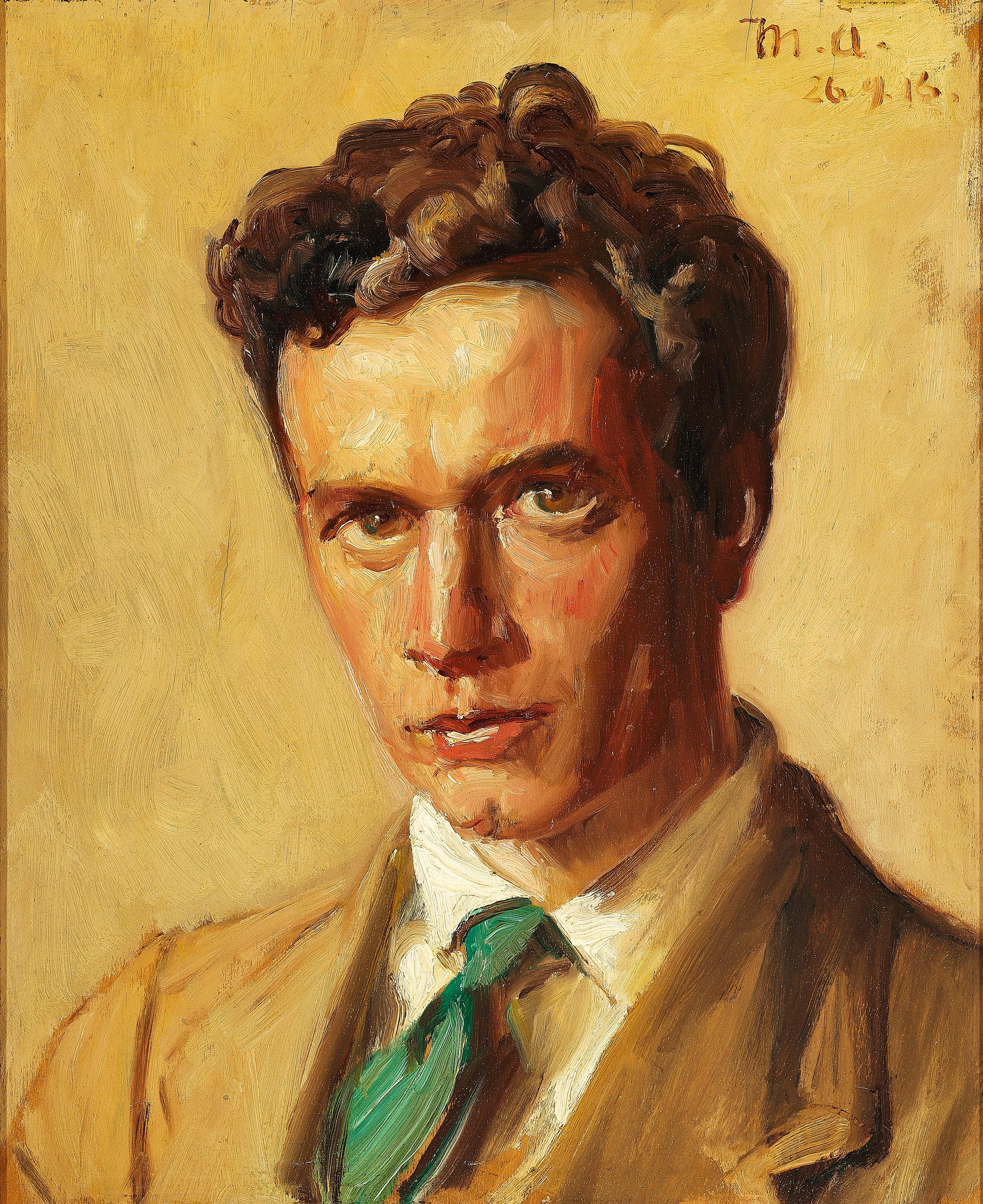
C・フェルディスタッド

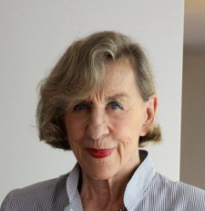
A・プットマン

創業以来、クリストフルは社の内外の多数のデザイナーを擁してきた。以下に列挙する。
- Mathurin Moreau (1821-1912)[6]
- Albert-Ernest Carrier-Belleuse (1824-1887)[27]
- Émile-Auguste ReiberÉmile-Auguste Reiber (1826-1893)[6] · [28]
- Louis-Alexandre Bottée (1852-1841)[6]
- René Rozet (1858-1939)[29]
- Alfons Mucha (1860-1936)[30]
- Louis Süe (1875-1968)[6]
- Paul Follot (1877-1942)
- Jean Cocteau (1889-1963)[9]
- Man Ray (1890-1976)[31]
- Gio Ponti (1891-1979)[32]
- Luc Lanel (1893-1965)[33] · [34]
- Christian Fjerdingstad (1891-1968)[35]
- Andrée Putman (1925-2013) 初のシルバージュエリー・コレクションを製作[22]。
- Lino Sabattini (1925-2016)[32] · [36]
- Marcel Wanders (1963-)[37]
- Clara Halter (1942-2017) 例年約3,000個の販売実績のあるペーパーウェイトにPaixと署名した[22]。
- Ora-ïto (1977-)[38]
- Peggy Huynh Kinh[24]

## テクニック

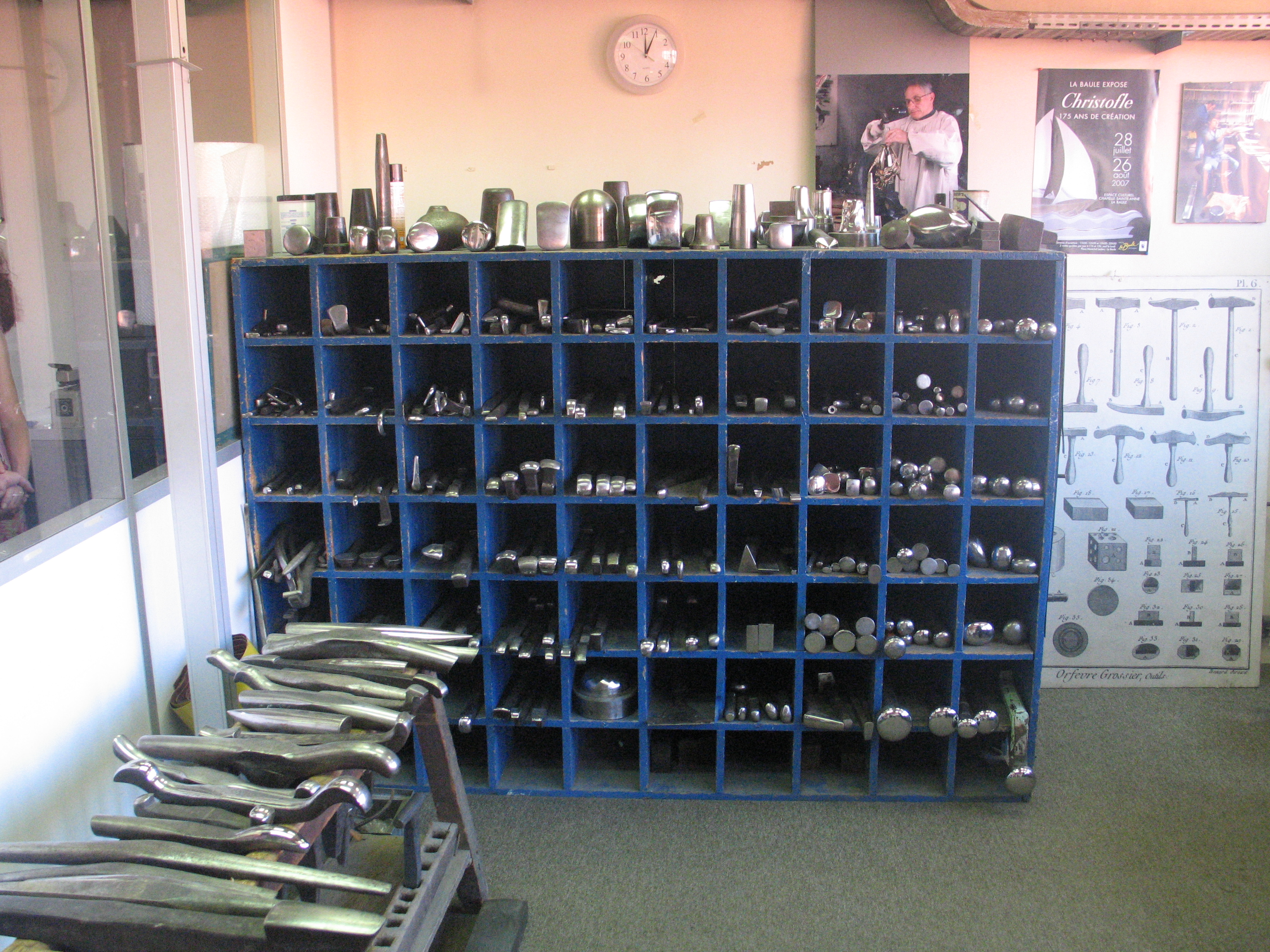
サン＝ドニ工場 (2007年)

クリストフルのパーツの生産には古典的な技術が用いられている。成型、ハンマー加工、ろくろ、彫刻、エングレービング、琺瑯、七宝、漆、キャスト。使用される材料は、めっき材には金と銀、固体の金細工や宝飾品の場合は合金が用いられる。たとえば銀食器の地金は洋白、銀貨は黄銅、彫像やレリーフ（脚部、ソケット、ハンドル）は青銅である。銅はおもに大規模な電気めっきに使用され、錫合金（ガリア・コレクション）や鋼（ナイフブレードやテーブルウェア、ホームウェア）も用いられる。

### 電気めっき
シャルル・クリストフルが金銀の電気めっきに関して、2人の化学者、イギリス人のヘンリーとバーミンガムのジョージ＝リチャード・エルキントンの特許権をフランスのために購入したのは1842年であった。これは、フランスの化学者、アンリ・ド・リュオルツの特許および、1851年のジャン＝ジョゼフ・エティエンヌ・ルノアールの特許とも関連している。これによって、クリストフルは固形物のめっき技術を開発することができた。以前は、金または銀と水銀のアマルガムを使用していたが、これは人体に非常に有害なものだった。電解によって工業的に塗布された薄い金属の層は高品質の製品を造ることができた。この成功を受けて、彼は1845年に新会社« Charles Christofle & Cie »を設立し、1846年には銀貨の製造を始め、他の貴金属メーカーから独立した。

## 工場

### フランス

#### パリ
1839年にクリストフルは従業員を125名雇い入れたが、そのうち75名はパリ市民で、そのほかは外部の労務者だった。1842年に金銀の電気めっき技術の特許を購入したことで、1844年から金細工製造に特化し、宝飾品の製造から撤退することにした。特許を保持したことで、彼はこの10年の間フランスで金銀製品を製造できる唯一の業者となった。この選択は、彼に新しい産業用ツールの開発を促す原動力となった。
ボンディ通り（現在のルネ＝ブーランジェ通り）の工場は、1844年から金細工に専念し、おもに大きな金細工を製造し、フランス生産分の製品に金銀めっきを施し、1853年にはアンリ・ブーレによって大規模な電気めっきの設備が完成した · 。1851年にはへら絞りの技法が導入され、それまでプレーニング（平削り）または収縮によって造られていた円形や楕円形の中空部品成型における機械化が進められた。会社の発展は事業の拡大につながり、雇用者は1853年には344名、1867年には429名、1911年には1,187名となり、20,000個の金細工を生産した。 工場は金細工職人居住地区の中心部に立地し、多くの在宅労務者を雇用した（1853年は907名、1867年は740名）。やがて、パリの敷地では手狭となり、設備も老朽化して生産に適さなくなり、ついに1933年に放棄された。1930年以降、すべての製品がサン＝ドニの工場で生産されるようになった。パリ工場の放棄は電気めっき生産と在宅労務者雇用の終焉を示している。パリ工場は1933年に解体された。

#### サン＝ドニ

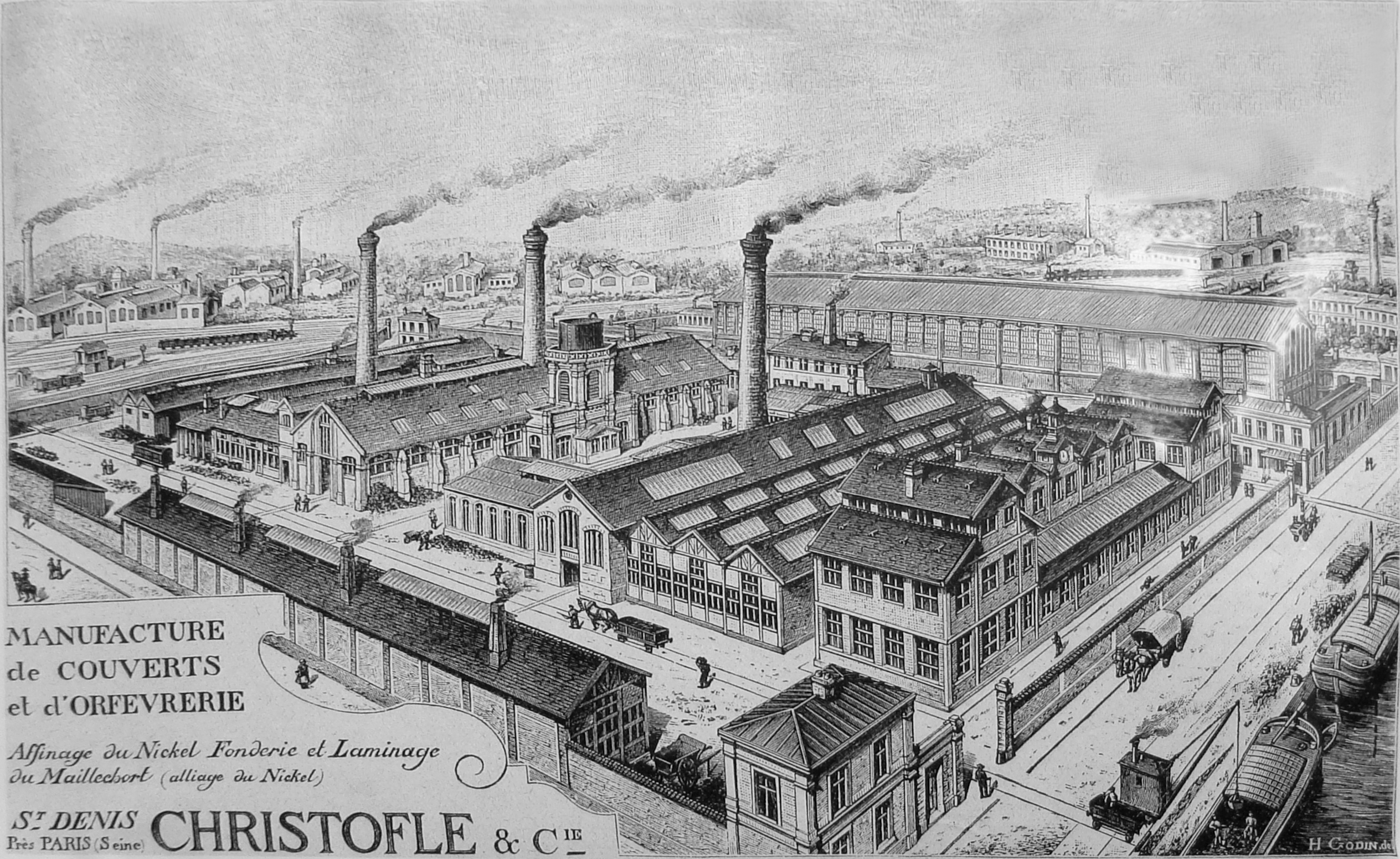
サン＝ドニ工場 (1876年)

1875年、クリストフルはパリ北部のサン＝ドニに新工場（現在はブーレ＝クリストフル博物館跡）を設立した。2万1千㎡ · の敷地に建てられた設備は会社の3つの要求を満たした。それはニッケル冶金、オリジナルのカトラリー製造、ルネ＝ブーランジェ通りの狭いスペースを補うことである。 
サン＝ドニ工場はおもに冶金を担っていた。その建設は、クリストフルがガルニエ兄弟が掘り当てたカレドニアのニッケル鉱床を基とするル・ニッケル社と独占契約を結んだのちに行なわれた。独占的な鉱床の採掘と精錬により、銀製品の製造に不可欠なこの金属の製造コストを大幅に下げることができた。ほぼ10年の間、サン＝ドニ工場はこのプロセスによってニッケルを精錬できる唯一の工場となり、1878年のパリ万国博覧会で大賞を受賞した。クリストフルはこの工場で冶金のほかにカトラリーの生産も始めることとし、1884年には一日あたり300ダースのカトラリーを生産した。それにしたがい、業務を拡大する必要が出てきた。銀めっきはいまだにルネ＝ブーランジェ通りの工場で行われており、そこが閉鎖されるまでは、サン＝ドニでこの工程を行なうことができなかった。1880年、クリストフルはアルフェン兄弟が発見した合金、アルフェニドの精錬工場を買収し、そこを新工場とし「オルフェヴリー・ガリア」（ガリアの金細工職人の意味）と命名した。

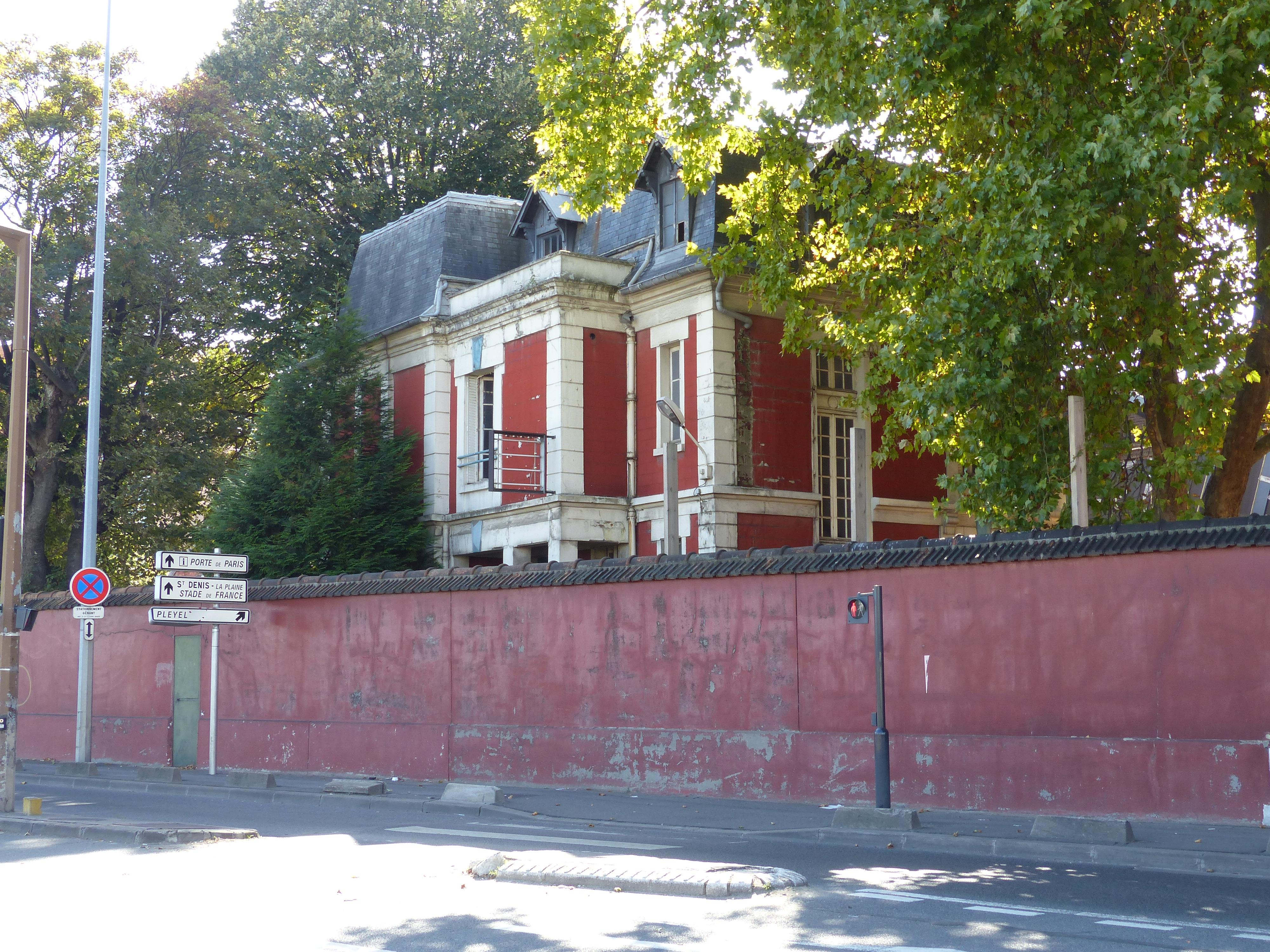
サン＝ドニ工場 (2014年)

1930年、クリストフルはフランスの生産拠点をサン＝ドニに集中させ、近代化を進めた。1959年にカトラリーのモデルチェンジを行ない（1968年と1969年にも更新）、1961年から大規模な金細工工場が近代化された。 1971年にはカトラリーの生産拠点をヤインヴィルの新工場に移し、金細工工場の再編が進められた（ 油圧プレス機と機械研磨機の設置） · 。最後のふたつのプレス機は2004年に稼働停止し、最後の工場は2008年に閉鎖された。同年に売却されたこの建物は歴史的建造物として登録され、「ブーレ＝クリストフル博物館」となった。

#### ヤインヴィル
もはやサン＝ドニ工場をこれ以上拡大することはできなかったが、1968年にカトラリー生産のための新工場を設立することが決められた。1970年、ノルマンディーのヤインヴィルに1万2千㎡の工場建設が始まった。工場は最も近代的な方法で設計されており、最も効率の良い機械が装備されている。ここは1970年末から生産を開始し、1971年9月27日に工場が発足した。ここでの生産目標は年間5千万個のカトラリーで、1972年からはカトラリーのすべての製造工程をここで行なった（最初の2年間はめっき作業をサン＝ドニ工場で行なった）。1992年には623名が雇用された。1990年代の終わりからは大規模な貴金属製造業務が統合され、2006年以降、ここはクリストフルの唯一の製造部門となっている。

### 外国
フランス国内の工場と並んで、クリストフルはその歴史を通じて保護貿易のために海外に工場を設立した。1855年にはカールスルーエ工場の設立が決まった。ここは1857年に発足し、1859年から本格的な製造工場として機能した。ここはフランス国内向けの製品の仕上げと銀製品の製造のみに使用され、1900年の時点で150名が勤務し、爾来50年間、クリストフル製品を東欧諸国（ドイツ、オーストリア＝ハンガリー帝国、ポーランド、バルカン半島、ロシア）に供給した。しかし、1917年にドイツ軍によって隔離され、そのまま再開されることなく、1921年に完全に閉鎖された。1924年、クリストフルは海外に2つの新工場を設立した。スイスのペスー（ヌーシャテル州）工場は1956年までクリストフル製品を生産し、イタリアのミラノ工場は1932年まで稼働した。第二次世界大戦後にも新工場が外国に設立された。
- Sadoca：アルゼンチン工場 - 1950年から1992年まで稼働[55]。
- Argenteria：ミラノ工場 - 仕上げと修理部門として1955年に設立され、1963年初頭に閉鎖された[56]。
- Prataria Universal：ブラジル工場 - 仕上げ部門として1974年に設立され、1976年に完全生産工場となり、2007年まで稼働した[57]。

## 経営・ガバナンス

### 経営
最初の湾岸戦争の後、贅沢品の製造業は打撃を受け、クリストフルは1991年と1992年に大きな赤字を計上した。株主の一人であるテタンジェ・グループによる株式公開買付けの脅威に対し、アルベール・ブーレはイタリア人のいとこであるマウリツィオ・ボレッティ（Maurizio Borletti）に助けを求めた。これはボレッティがクリストフルの経営者となることであり、ボレッティは経営者のティエリー・フリッシュ（Thierry Fritch）をかじ取り役としてクリストフルの経営を軌道修正した。 テロの脅威による市場のあらたな緊張にもかかわらず、クリストフルは回復を続けた。2000年に、ボレッティは「コレクシオン・ヴァーティゴ」（めまいコレクション）を製作したアンドレ・プットマンを迎え入れた。同年、クリストフルはサウジアラビアの投資家に買収された。2013年の売上高は安定しており、「チャレンジ」紙によるとその額は8,000万ユーロで、そのうち23%がフランス国内でのものであり、300万ユーロの赤字を計上していた。数年連続で被ったこれらの損失は、新しい株主による増資を必要としていた。他の食器メーカーが直面するこれらの困難を克服するために、クリストフルの首脳陣は、コンサルティング会社、マッキンゼー・アンド・カンパニーのアドバイスを受け、活動を多様化し店舗を最適な場所に集中させることにした。

### 経営者

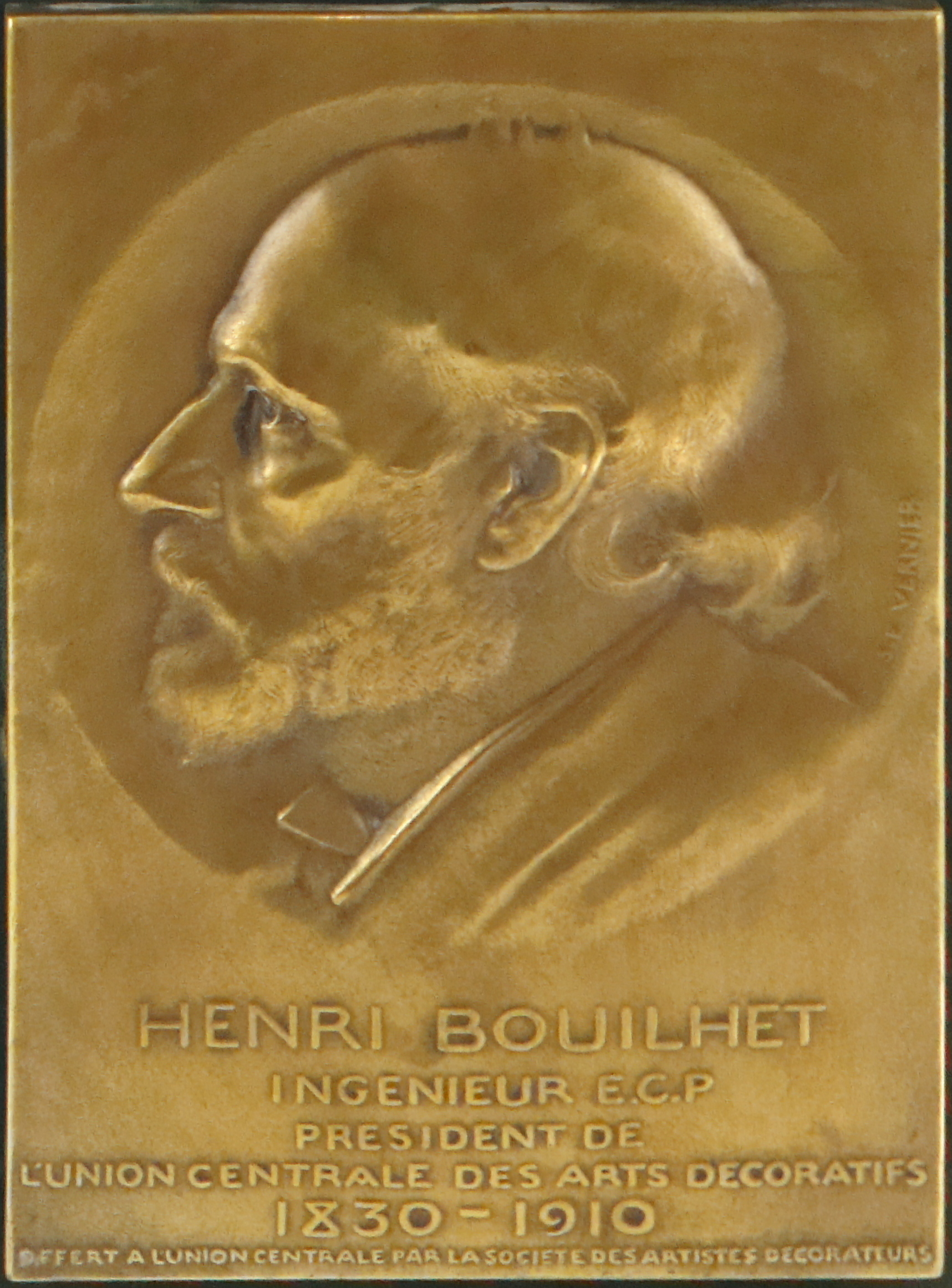
3代目オーナー、アンリ・ブーレのプラーク

- 1830-1863 : Charles Christofle (1805-1863)
- 1863-1907 : Paul Christofle - シャルルの息子 (1838-1907)
- 1863-1910 : Henri Bouilhet (1830-1910)[62]
- 1910-1929 : André Bouilhet (1865-1932)[62]
- 1929-1969 : Tony Bouilhet (1897-1984)[62]
- 1969-1993 : Albert Bouilhet (1929-2016)[62]
- 1993-2004 : Maurizio Borletti (1967-)[62]
- 1957-1963 : Jean-Claude Delafon (1918-2011)
- 2004-2007 : Nicolas Abboud[63]
- 2007-2014 : Thierry Oriez[61]
- 2015-2018 : Olivier Fremont[64]
- 2018-2021 : Nathalie Wouters-Rémy[65]
- 2021年3月4日- : David Vercruysse

## 製品の主な特徴とマーク
クリストフル製品の最初のホールマークは、1853年にパリの保証事務所に登録された。これは、中央に3つの星があり、シャルル・クリストフル（Charles Christofle）のイニシャル CC の文字で囲まれた蜂で構成され、すべて六角形に配置されている。1935年以降、クリストフルの刻印には OC の文字と菱型の囲いによる同じシンボルが使われている。金細工職人が使用する金銀製品の刻印の特徴は以下の通りである。
- 1844年 - 1935年：トレイの間の蜂とのバランス。4つの星、下に2本の枝、CC の文字が上にあり、長方形のなかに楕円が組み合わされている。
- 1935年以降、CC の文字が« Orfèvrerie Christofle »（《金細工職人クリストフル》の意味）の略である OC に置き換えられた。
- 1935年 - 1983年：金または銀の部分にチェス・ナイトと OC の文字がある正方形のシンボルがある。
- 1983年以降：1983年にチェス・ナイトの特徴が変更された。ナイトは右側に配置され、左下に OC の文字、左上に数字のⅠが付いている。

1898年にクリストフルが製造したガリア・コレクションの特徴は、1942年まで《Gallia métal 》、« Orfèvrerie Gallia »、または« Gallia »と題された雄鶏をかたどった飾り座金にある。1942年から1974年まで、雄鶏は« GALLIA » や« COLL. GALLIA »と題された正方形の枠に刻まれている。

クリストフル設立50周年記念プラーク
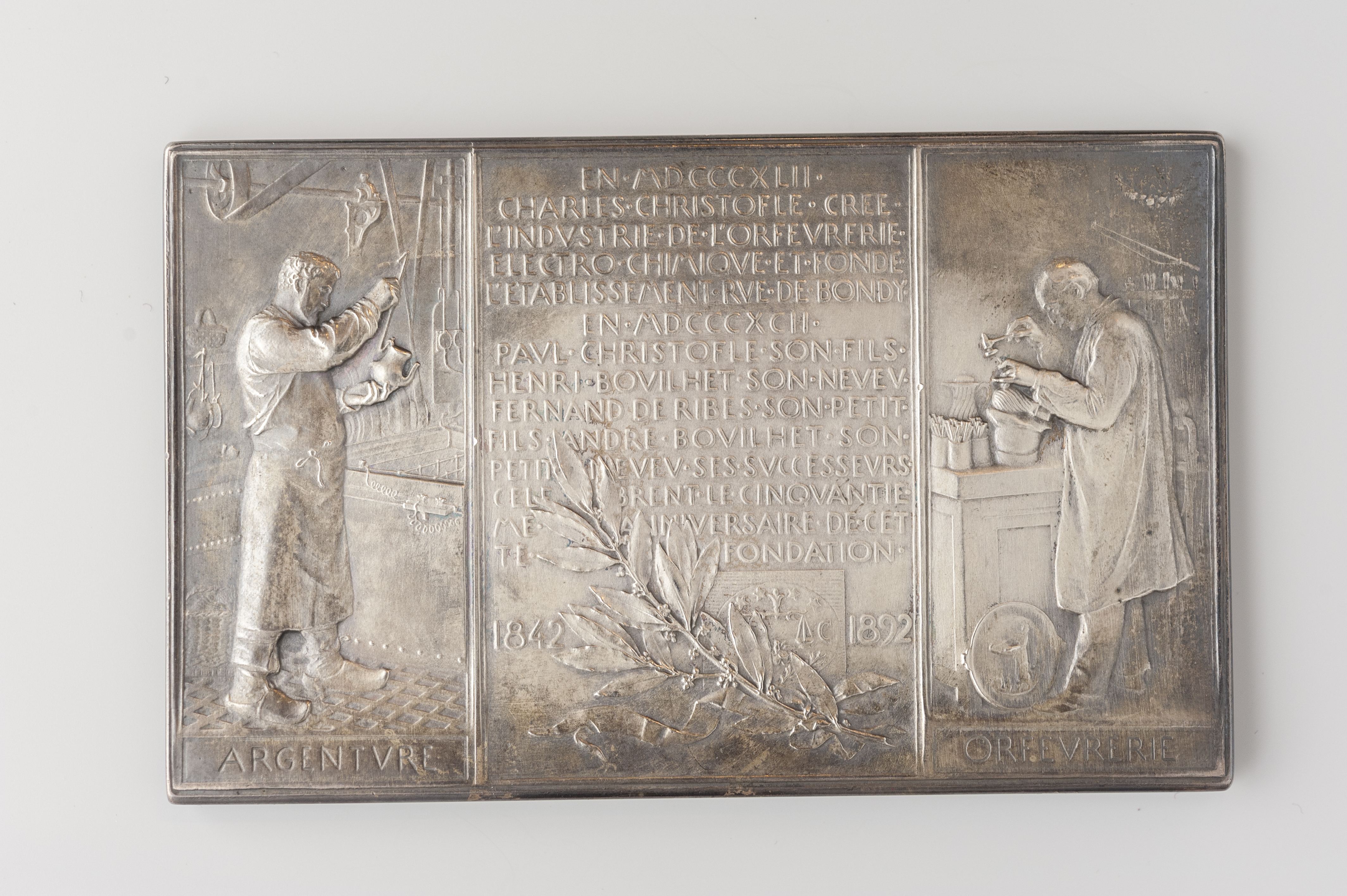
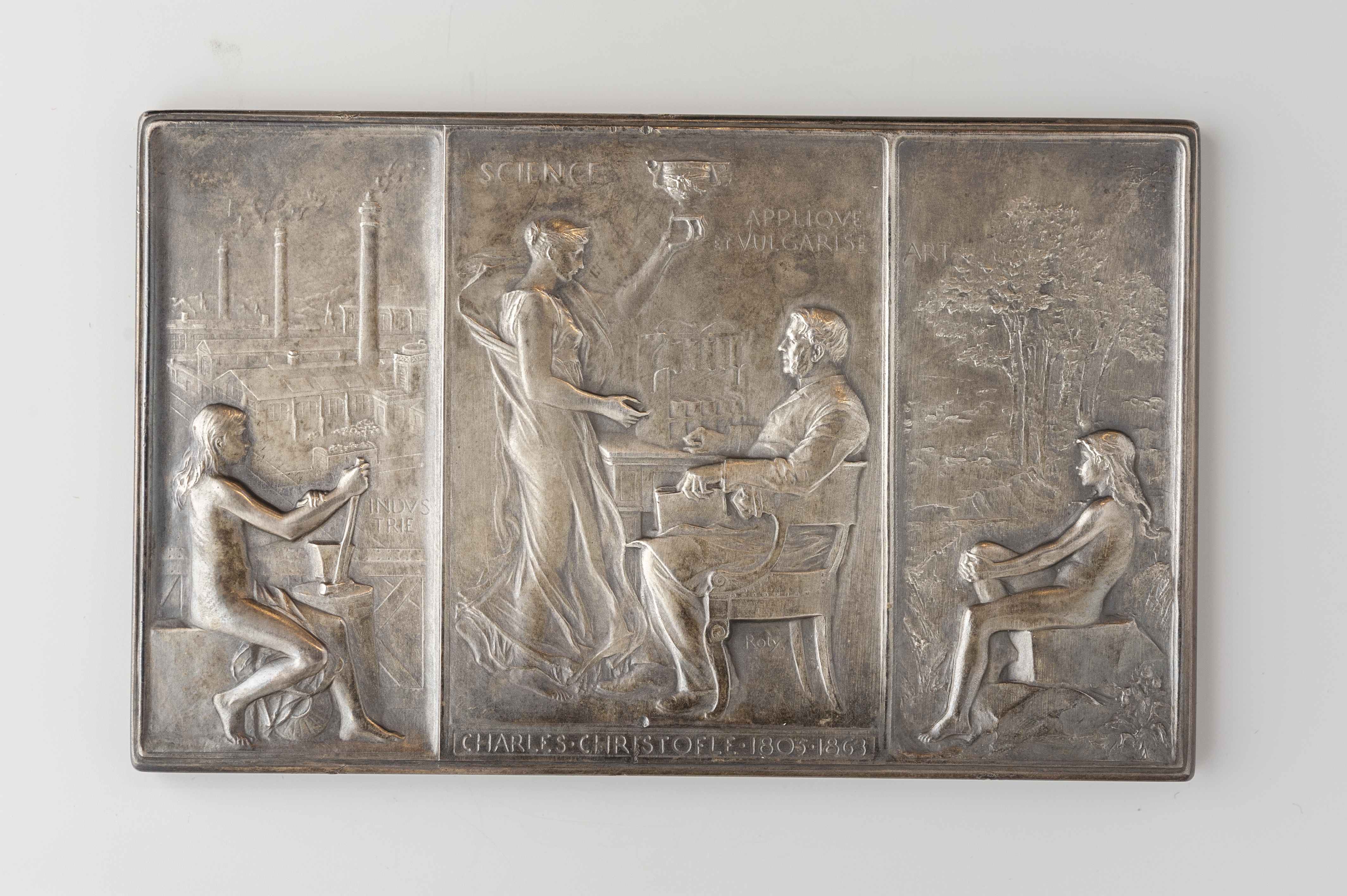